# لويز دولان
لويز آن دولان (بالإنجليزية: Louise Dolan)‏ هي فيزيائية وعالمة رياضيات أمريكية وبروفيسرة فيزياء في جامعة ولاية كارولينا الشمالية في تشابل هيل ، وتقوم لويز بأبحاث حول الفيزياء النظرية للجزيئات، ونظريات القياس والجاذبية ونظرية الأوتار وتعتبر واحدة من أكفأ الخبراء علي مستوى العالم في مجالها بشكل عام، وتتصدر أعمالها مجال فيزياء الجزيئيات.

## حياتها
بعدما تخرجت لويز دولان من جامعة ويلزيلي كفيزيائية عامة في عام 1971، حصلت علي منحة من برنامج فولبرايت لرعاية الموهبين تعليميًا، وقامت بالدراسة في جامعة هايدلبرغ في ألمانيا، وحصلت علي شهادة الدكتوراة في الفيزياء النظرية من معهد ماساتشوستس للتكنولوجيا في عام 1976 وكانت أصغر الزملاء في جامعة هارفارد من عام 1976 وحتي عام 1979، من ثم إلتحقت لويز دولان بجامعة روكفيلر في نيويورك كباحثة مشاركة، وتم ترقيتها لمساعد بروفيسور في عام 1980 وكبروفيسور مشارك في عام 1982.
في عام 1990 إلتحقت لويز دولان بجامعة شمال كارولينا في قسم الفيزياء والفضاء حيث هي الآن بروفيسورة مرموقة في منصب مرموق.

## إسهاماتها
لويز دولان لها اسهامات كبيرة حيث أنها المسؤلة عن العديد من الاكتشافات المهمة والتي عززت دراسات فيزياء الجسيمات الأولية، وقامت بالمشاركة في تأليف كتاب «التناظر السلوكي في درجات الحرارة المحددة».
وأصبحت تلك الورقة جزءًا تأسيس التحليل النسبي للتحلل الطوري في نظريات نشأة الكون ويعتمد عليها الكثير من النظريات الحالية المشابهة، وفي عام 1981 كانت أول من استخدم بعض المعادلات الجبرية في فيزياء الجسيمات ومساهماتها في نظرية الأوتار احتوت علي أوتار النوع الثاني كهياكل قابلة للتكامل في نظريات المقياس الفائقة الغير متطابقة، وكانت أبحاثها كثورة في علم الأوتار، وتُعتبر من إحدي مؤسسي هذا المجال.
أصبحت لويز دولان عضوًا في الجمعية الفيزيائية الأمريكية،وقامت بتأليف ما يقرب من ثمانون نشرة علمية، وهي الآن عضوًا في قسم الطاقة والتي ترعي البرنامج الخاص بنظرية الأوتار في تشابل هيل.

## التدريس
تقوم لويز دولان بالتدريس في جامعة شمال كارولينا في تشابل هيل في الصفوف المرتبطة بميكانيكا الكم.

## الجوائز
- 1971:منحة ويلزيلي ألومني
- 1971:مؤسسة ووردرو ويلسون الوطنية للمنح الدراسية
- 1987جائزة ماري غيوبيرت-ماير من الجمعية الفيزيائية الأمريكية
- 1988:زمالة غوغنهايم
- 2004:جائزة الإنجاز من جامعة ويلزيلي ألومني